# Simone Rosa Ott
Simone Rosa Ott (* 9. Oktober 1970 in Waldsassen) ist eine deutsche Schauspielerin.

## Leben
Simone Rosa Ott ist in der Oberpfalz aufgewachsen. Ihre ersten Erfahrungen auf der Bühne und vor der Kamera sammelte sie am Theater Regensburg und in Kurzfilmproduktionen. Anschließend absolvierte sie die Freiburger Schauspielschule im E-Werk. 2001 nahm sie an der ersten Sommer-Akademie für bairisches Volksschauspiel in München teil. Unter anderem mit Dozenten wie Monika Baumgartner, Christian Stückl, den Well-Brüdern von der Biermösl Blosn und Michael Lerchenberg. Engagements führten sie u. a. an das Stadttheater Fürth, das Fränkische Theater Schloss Maßbach, das Landestheater Detmold und das Wallgraben-Theater Freiburg.
Seit 2008 steht sie mit Theatersport auf der Bühne.
Seit 2010 spielt sie die Titelfigur in dem Solostück Émilie und die Formeln des Glücks (Buch & Regie: Susanne Franz) über die französische Naturwissenschaftlerin Émilie du Châtelet. Im November 2013 für die Kulturstiftung Pro Argovia in Baden AG. 2015 wurde sie ausgewählt am International Actors’ Fellowship des Globe Theatres London teilzunehmen.
Simone Rosa Ott schreibt Geschichten und Märchen. Im November 2019 veröffentlichte sie im Selbstverlag BOD ihr erstes märchenhaftes Abenteuer: Rosa – Prinzessin in Gummistiefeln.
Simone Rosa Ott lebt in Freiburg im Breisgau.

## Filmografie (Auswahl)
- 2000: Licht an (Kurzfilm / Filmakademie Ludwigsburg)
- 2001: Café Meineid – Da war was
- 2004: Richtung Leben (Kurzfilm / Studio Hamburg Nachwuchspreis 2006)
- 2008: Playa del Paradiso (Kurzfilm / Merz Akademie)
- 2010: Am Kreuzweg
- 2011: Tiere bis unters Dach – Reiterfreuden
- 2011: Rattenkönig (Kurzfilm)
- 2012: Hofbräu München – Grantler (Werbespot)
- 2012: Maico Ventilatoren (Viral-Werbespot)
- 2019: Wenn’s um Liebe geht
- 2022: Tatort: Unten im Tal

## Theater (Auswahl)
- Frau Peschke in Lippels Traum nach Paul Maar
- Madame Barnier in Oscar (Bühnenstück) von Claude Magnier
- Amme in Romeo und Julia von Shakespeare
- Mistress Ford in Die lustigen Weiber von Windsor von Shakespeare
- Brigitte Eichner in Klaras Engel von Paul Maar
- Émilie in Èmilie und die Formeln des Glücks von Susanne Franz
- Mutter Leni in Das Weihnachtselixier von Anne Maar
- Genoveva in Genoveva oder die weisse Hirschkuh von Julie Schrader
- Camilla in Ein unglücklicher Zufall von James Saunders (Schriftsteller)